# Tara Air
Tara Air ist eine nepalesische Fluggesellschaft mit Sitz in Kathmandu und Basis auf dem Flughafen Kathmandu. Sie ist eine Tochtergesellschaft der Yeti Airlines.

## Geschichte
Tara Air wurde im Oktober 2009 als Tochtergesellschaft der Yeti Airlines gegründet, um den Dienst mit STOL-Flugzeugen weiterzuführen.
Seit November 2013 steht Tara Air zusammen mit allen anderen Fluggesellschaften aus Nepal aufgrund von Sicherheitsbedenken auf der Liste der Betriebsuntersagungen für den Luftraum der Europäischen Union. Flüge nach Europa wurden bereits vorher nicht angeboten.

## Flugziele
Tara Air fliegt von Kathmandu aus Ziele in ganz Nepal an.

## Flotte

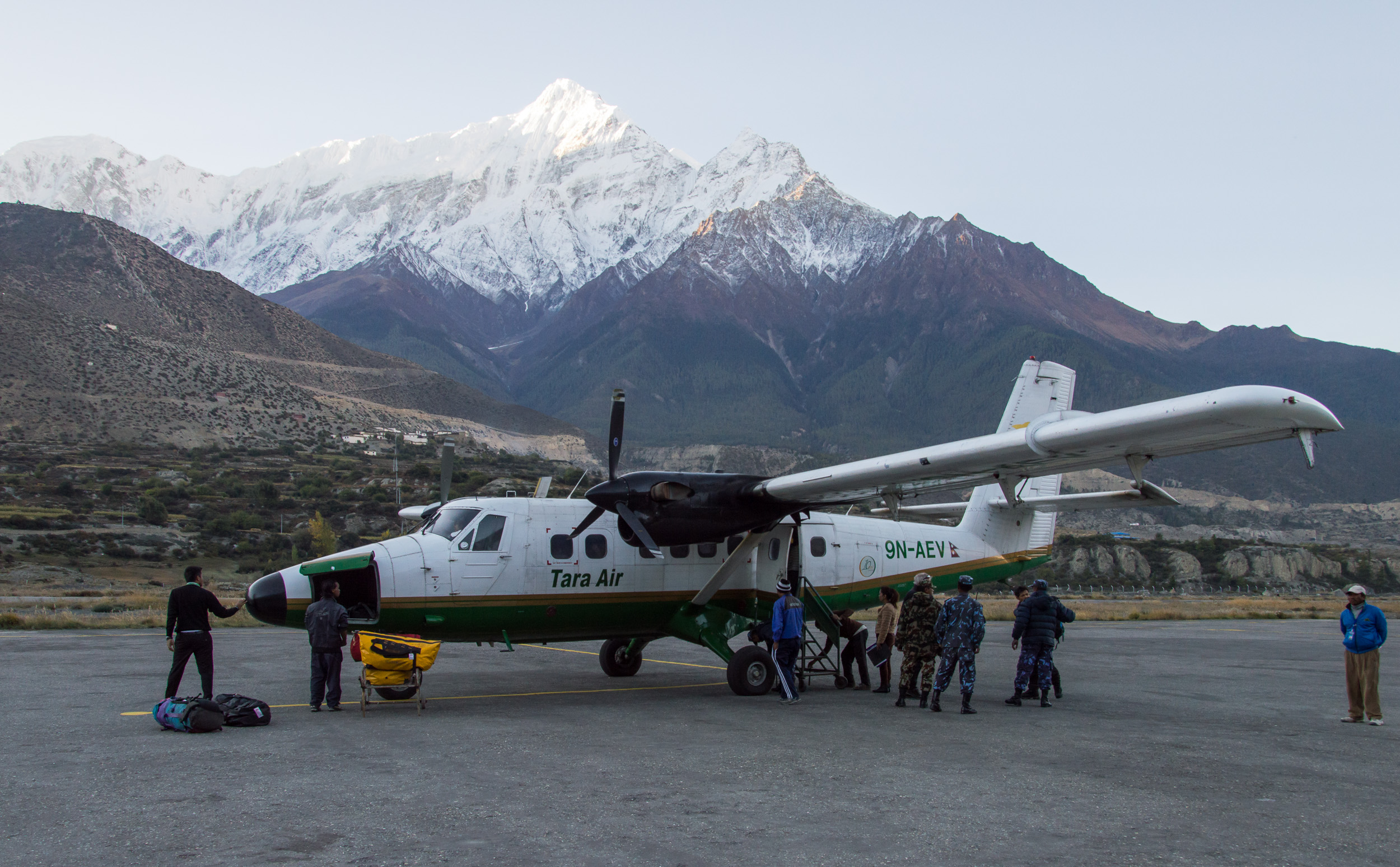
de Havilland Canada DHC-6-300 Twin Otter der Tara Air

### Aktuelle Flotte
Mit Stand November 2022 besteht die Flotte der Tara Air aus zwei Flugzeugen mit einem Durchschnittsalter von 10,2 Jahren:
| Flugzeugtyp                   | Anzahl | bestellt | Anmerkungen |
| ----------------------------- | ------ | -------- | ----------- |
| de Havilland Canada DHC-6-400 | 2      |          |             |

### Ehemalige Flugzeugtypen
- Cessna 208B
- de Havilland Canada DHC-6-300
- Dornier 228-212
- Pilatus PC-6

## Zwischenfälle
- Am 15. Dezember 2010 zerschellte eine de Havilland Canada DHC-6-300 (Luftfahrzeugkennzeichen 9N-AFX) auf dem Weg von Lamidanda nach Kathmandu fünf Minuten nach dem Start an einem Berg. Alle 22 Insassen kamen ums Leben.[4][5] Als Absturzursache wurde von den Untersuchungsbehörden ein Pilotenfehler genannt.[6]

- Am 24. Februar 2016 wurde eine de Havilland Canada/Viking Air DHC-6-400 Twin Otter der nepalesischen Tara Air (9N-AHH) auf dem Flug vom Flughafen Pokhara nach Jomsom bei Dana gegen einen Berg geflogen. Der Flug war nach Sichtflugregeln, aber in Wolken, weitergeführt worden. Der Kapitän hatte die Angewohnheit, alle Warnungen des Ground Proximity Warning Systems bewusst zu ignorieren, und flog trotz mehrfacher Warnungen des Systems weiter. Durch diesen CFIT (Controlled flight into terrain) wurden alle 23 Insassen getötet, die drei Besatzungsmitglieder und 20 Passagiere. Dies war der erste Totalverlust einer Maschine der neuen Serie DHC-6-400 (siehe auch Tara-Air-Flug 193).[7]

- Am 29. Mai 2022 zerschellte eine De Havilland Canada DHC-6-300 Twin Otter mit dem Luftfahrzeugkennzeichen 9N-AET auf dem Flug von Pokhara zum Flughafen Jomsom im Kali-Gandaki-Tal am Berg Manapathi. Die Flugsicherung verlor den Kontakt zum Flugzeug 13 Minuten nach dem Start. Alle 22 Personen kamen ums Leben. Zur Unfallzeitpunkt waren im Tal der Flugroute tief hängende Wolken (siehe auch Tara-Air-Flug 197).[8][9][10][11]